# 松島ハーフマラソン大会
松島ハーフマラソン大会（まつしまハーフマラソンたいかい）とは、かつて宮城県宮城郡松島町にて開催されていたハーフマラソン大会である。愛称は「松島マラソン」。

## 概要
奥松島パークラインと呼ばれる松島湾北岸の県道をコースに設定している。ハーフマラソンに加えて、10kmと5kmのコースも設定されており、毎年約7,000人〜8,500人が参加していた。

## コース・種目
スタート・フィニッシュ（北緯38度22分46.23秒 東経141度4分21.48秒 / 北緯38.3795083度 東経141.0726333度）は松島町民グラウンド東側の宮城県道27号奥松島松島公園線上で、27号線上で折り返す。ハーフマラソンをはじめ、10キロA（39歳以下）、同B（40歳以上）、5キロ4種目の各男女で計8種目。

## 年表
- 2014年（平成26年）10月12日 - 第38回大会。アトランタ五輪出場の千葉真子がゲスト。
- 2015年（平成27年）10月11日 - 第39回大会。ゲストに千葉真子を迎える。
- 2019年（令和元年）10月6日 - 第43回大会。ゲストに勝俣州和を迎える[4]。
- 2020年～2022年（令和2年～令和4年） - 新型コロナウイルス感染症の流行を受けて、大会が中止になる[5]。
- 2023年（令和5年）3月 - 2019年の第43回大会を最後に終了することを発表。[6]

## 歴代優勝者（ハーフマラソンの部）

### 男子
- 第38回・男子ハーフマラソン　内野雅貴（ミズノスポーツサービス）1時間8分42秒

### 女子
- 第38回・女子ハーフマラソン　原田詠麻（ケミコン宮城）1間17分58秒

## 大会運営
- 主催:JAAF宮城陸上競技協会・KHB東日本放送
- 運営:松島ハーフマラソン大会事務局

## 会場
松島町民グラウンド（宮城県松島町）

## 参加賞
参加者全員にオリジナルTシャツ

## 大会期日
- 2015年の場合　10月11日（開会式／8:30〜9:00）
- スタート時刻は競技種目ごとに9時40分から順次

## 参加料
- 高校生:2,500円
- 一般:4,000円

## テレビ放送
- KHB東日本放送